# 輪湖直樹
輪湖 直樹（わこ なおき、1989年11月26日 - ）は、茨城県北相馬郡藤代町（現：取手市）出身の元プロサッカー選手。現役時代のポジションはディフェンダー（左サイドバック）。

## 来歴

### プロ入り前
小学校4年時に2歳年上の兄が在籍していた柏レイソルの下部組織に加入。同期には太田徹郎、堀田秀平らがいる。高校3年時からJサテライトリーグの試合に出場していたが、トップチームの練習について行けず、大学進学を考えていたところ、ヴァンフォーレ甲府から獲得オファーがあり、当時のコーチだった吉田達磨の勧めでプロ入りを決めた。

### クラブ
2008年、J2・ヴァンフォーレ甲府に加入。ルーキーイヤーからリーグ戦28試合に出場し、第40節徳島ヴォルティス戦でプロ初ゴールを記録した。
2010年、J2・徳島ヴォルティスに移籍。移籍初年度はリーグ戦19試合に出場したが、翌年は出場機会を失い、1試合の出場に留まった。
2012年、J2・水戸ホーリーホックに移籍。柱谷哲二監督により左サイドバックのレギュラーとして起用され、在籍2年間でリーグ戦58試合に出場した。
2014年、J1・柏レイソルに移籍。ユース時代以来、7年ぶりの古巣復帰となった。翌年には橋本和の移籍に伴いレギュラーに定着し、リーグ戦29試合に出場。AFCチャンピオンズリーグ2015グループリーグ第3節山東魯能戦では、後半アディショナルタイムに決勝ゴールを挙げ、マン・オブ・ザ・マッチに選出された。
2018年、J2のアビスパ福岡に完全移籍で加入。
2023年2月21日に、2022シーズンをもって現役を引退することが発表された。

### 代表
2004年8月、U-15日本代表に選出され、ブラジル遠征に参加。その後も各年代別日本代表のメンバーとして国際ユースサッカーin新潟（2007年）、カタール国際親善トーナメント（2009年）に出場した。

## 人物
- 「気持ちのこもったプレー」「妥協しないプレー」が持ち味。
- 2009年から早稲田大学人間科学部の通信教育課程を受講し、2015年に学位を取得した[6]。卒業論文執筆のため、2013年に水戸ホーリーホックユースの選手を被験者として上腕筋の疲労回復に関する実験を行った[6]。
- 2015年8月20日のJ1 2ndステージ第8節松本山雅FC戦で、ヘディングの競り合いからピッチに頭部を強打し、脳震盪を起こして柏市内の病院に救急搬送された[7][8]。応急処置の際には柏レイソルと松本山雅のメディカルスタッフが協力して治療を行なったことから、翌日に自身のTwitter上で「山雅のメディカルの方、サポートありがとうごさいました」と謝意を述べた[9]。

## 所属クラブ
- 宮和田FC (藤代町立桜が丘小学校)
- 1999年 - 2001年 柏レイソルU-12 (藤代町立桜が丘小学校)
- 2002年 - 2004年 柏レイソルU-15 (藤代町立藤代南中学校)
- 2005年 - 2007年 柏レイソルU-18 (千葉県立柏南高等学校)
- 2008年 - 2009年  ヴァンフォーレ甲府
- 2010年 - 2011年  徳島ヴォルティス
- 2012年 - 2013年  水戸ホーリーホック
- 2014年 - 2017年  柏レイソル
- 2018年 - 2022年  アビスパ福岡

## 個人成績
| 国内大会個人成績 | 国内大会個人成績 | 国内大会個人成績 | 国内大会個人成績 | 国内大会個人成績 | 国内大会個人成績 | 国内大会個人成績 | 国内大会個人成績 | 国内大会個人成績 | 国内大会個人成績 | 国内大会個人成績 | 国内大会個人成績 |
| 年度             | クラブ           | 背番号           | リーグ           | リーグ戦         | リーグ戦         | リーグ杯         | リーグ杯         | オープン杯       | オープン杯       | 期間通算         | 期間通算         |
| 年度             | クラブ           | 背番号           | リーグ           | 出場             | 得点             | 出場             | 得点             | 出場             | 得点             | 出場             | 得点             |
| 日本             | 日本             | 日本             | 日本             | リーグ戦         | リーグ戦         | リーグ杯         | リーグ杯         | 天皇杯           | 天皇杯           | 期間通算         | 期間通算         |
| ---------------- | ---------------- | ---------------- | ---------------- | ---------------- | ---------------- | ---------------- | ---------------- | ---------------- | ---------------- | ---------------- | ---------------- |
| 2008             | 甲府             | 33               | J2               | 28               | 1                | -                | -                | 2                | 0                | 30               | 1                |
| 2009             | 甲府             | 6                | J2               | 10               | 0                | -                | -                | 0                | 0                | 10               | 0                |
| 2010             | 徳島             | 3                | J2               | 19               | 0                | -                | -                | 1                | 0                | 20               | 0                |
| 2011             | 徳島             | 3                | J2               | 1                | 0                | -                | -                | 0                | 0                | 1                | 0                |
| 2012             | 水戸             | 3                | J2               | 30               | 0                | -                | -                | 1                | 0                | 31               | 0                |
| 2013             | 水戸             | 3                | J2               | 28               | 1                | -                | -                | 2                | 0                | 30               | 1                |
| 2014             | 柏               | 33               | J1               | 4                | 0                | 3                | 0                | 0                | 0                | 7                | 0                |
| 2015             | 柏               | 22               | J1               | 29               | 2                | 0                | 0                | 3                | 0                | 32               | 2                |
| 2016             | 柏               | 22               | J1               | 29               | 2                | 5                | 1                | 3                | 1                | 37               | 4                |
| 2017             | 柏               | 22               | J1               | 27               | 0                | 3                | 0                | 3                | 0                | 33               | 0                |
| 2018             | 福岡             | 22               | J2               | 34               | 0                | -                | -                | 0                | 0                | 34               | 0                |
| 2019             | 福岡             | 22               | J2               | 29               | 0                | -                | -                | 0                | 0                | 29               | 0                |
| 2020             | 福岡             | 22               | J2               | 34               | 0                | -                | -                | -                | -                | 34               | 0                |
| 2021             | 福岡             | 22               | J1               | 12               | 0                | 5                | 0                | 2                | 0                | 19               | 0                |
| 2022             | 福岡             | 22               | J1               | 2                | 0                | 8                | 0                | 3                | 0                | 13               | 0                |
| 通算             | 日本             | 日本             | J1               | 103              | 4                | 24               | 1                | 14               | 1                | 141              | 6                |
| 通算             | 日本             | 日本             | J2               | 213              | 2                | -                | -                | 6                | 0                | 219              | 2                |
| 総通算           | 総通算           | 総通算           | 総通算           | 316              | 6                | 24               | 1                | 20               | 1                | 360              | 8                |

| 国際大会個人成績 | 国際大会個人成績 | 国際大会個人成績 | 国際大会個人成績 | 国際大会個人成績 |
| 年度             | クラブ           | 背番号           | 出場             | 得点             |
| AFC              | AFC              | AFC              | ACL              | ACL              |
| ---------------- | ---------------- | ---------------- | ---------------- | ---------------- |
| 2015             | 柏               | 22               | 6                | 1                |
| 通算             | AFC              | AFC              | 6                | 1                |

その他の国際公式戦
- 2015年
  - AFCチャンピオンズリーグ2015 東地区プレーオフ 1試合0得点

出場歴
- Jリーグ初出場 - 2008年4月20日 J2第8節 サンフレッチェ広島戦（広島ビッグアーチ）
- Jリーグ初得点 - 2008年10月18日 J2第40節 徳島ヴォルティス戦（鳴門・大塚スポーツパークポカリスエットスタジアム）

## 代表歴

### 出場大会
- U-15日本代表
  - 2004年 - ブラジル遠征
- U-17日本代表
  - 2006年 - 国際ユースサッカーin新潟
- U-20日本代表
  - 2009年 - カタール国際親善トーナメント

## 指導歴
- 2023年 九州産業大学付属九州高等学校 アドバイザー
- 2023年 九州大学 外部コーチ
- 2024年 - 柏レイソル U-12 コーチ

## タイトル

### クラブ
柏レイソル
- スルガ銀行チャンピオンシップ : 2014年